# Moshé Sharet
Moshe Sharet (nacido Moshe Shertok, 15 de octubre de 1894 - 7 de julio de 1965) fue el segundo primer ministro de Israel (1953-1955). Gobernó entre los dos mandatos de David Ben-Gurión.
Nació en Jersón, Ucrania, y emigró a Palestina, en ese momento bajo dominio otomano en 1908. Su familia fue una de las que fundó Tel Aviv. Conocedor del idioma árabe, trabajó como funcionario dentro del naciente sindicato de los trabajadores, Histadrut. Entre 1933 y 1948 encabezó las negociaciones entre el movimiento sionista y el Mandato Británico de Palestina, las cuales desembocaron en la fundación del Estado de Israel.
Debido a su experiencia, Sharet se convirtió en el primer Ministro de Relaciones Exteriores de Israel. Su mayores logros fueron los acuerdos de armisticio de 1949, los cuales pusieron fin a las hostilidades entre Israel y los estados árabes tras la Guerra de Independencia de Israel en 1948.
Sharet asumió el puesto de primer ministro tras el retiro de Ben-Gurión. Considerado un moderado, usó la diplomacia con los estados vecinos, pero fue rápidamente desplazado de nuevo por Ben-Gurión. Desde entonces, Sharet recuperó la cartera de asuntos exteriores (1956) y fue el jefe de la Agencia Judía hasta 1960.